# Abrudkerpenyes
Abrudkerpenyes (románul: Cărpiniș) település Romániában, Fehér megyében.

## Nevének eredete
Neve előtagjának eredete megegyezik Abrudbányáéval, míg utótagja a román cărpiniş szó átvétele, melynek jelentése gyertyános.

## Fekvése
Verespataktól északnyugatra, Verespatak, Abrudfalva és Bisztra közt, az Abrud-patak mellett fekvő település.

## Története
Abrudkerpenyes nevét 1595-ben említette először oklevél Koerpenes néven.
1733-ban Kerpenis, 1750-ben Kerpényes, Körpenyes, 1913-ban Abrudkerpenyes néven írták. Abrudkerpenyes az abrudbányai, majd a zalatnai kincstári uradalomhoz tartozott. Egykori lakói juhtenyésztéssel, aranymosással foglalkoztak. Az Abrud-patakon pedig érczúzó malmok működtek. A 20. század elején Alsó-Fehér vármegye Verespataki járásához tartozott. 1910-ben 1473 lakosa volt, ebből 25 magyar, 1435 román volt, melyből 83 görögkatolikus, 1368 görögkeleti ortodox volt.

## Híres emberek
- Ion Oargă(wd) (Cloşca), az 1784-es erdélyi parasztfelkelés egyik vezére itt született a településen.
- Itt született Váczy Kálmán egyetemi tanár.

## Galéria

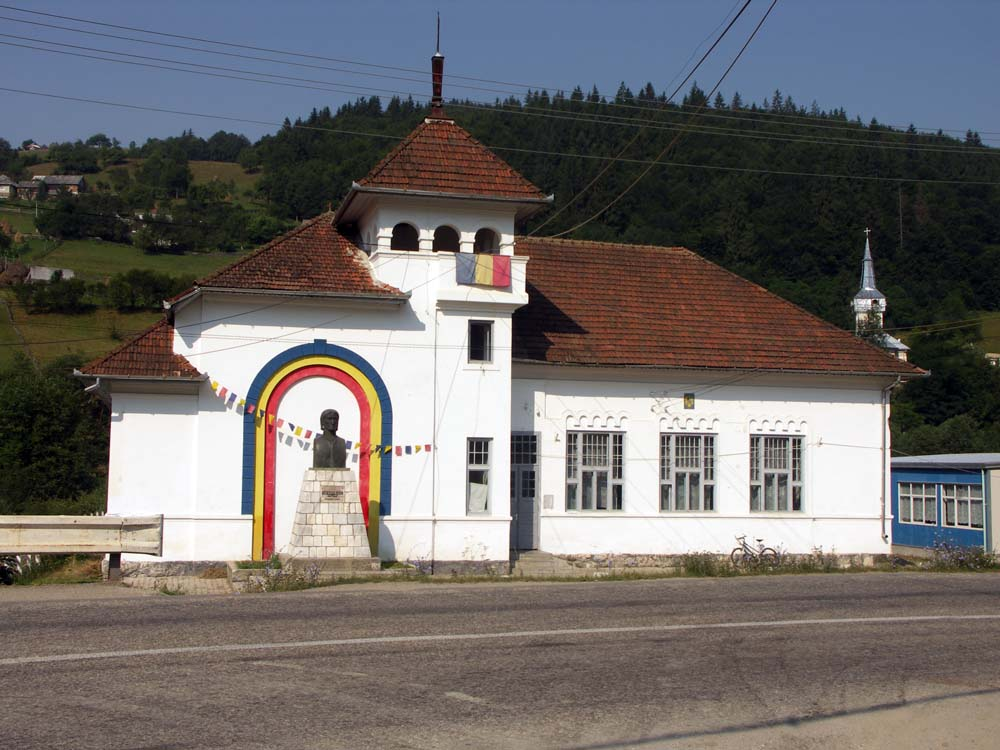
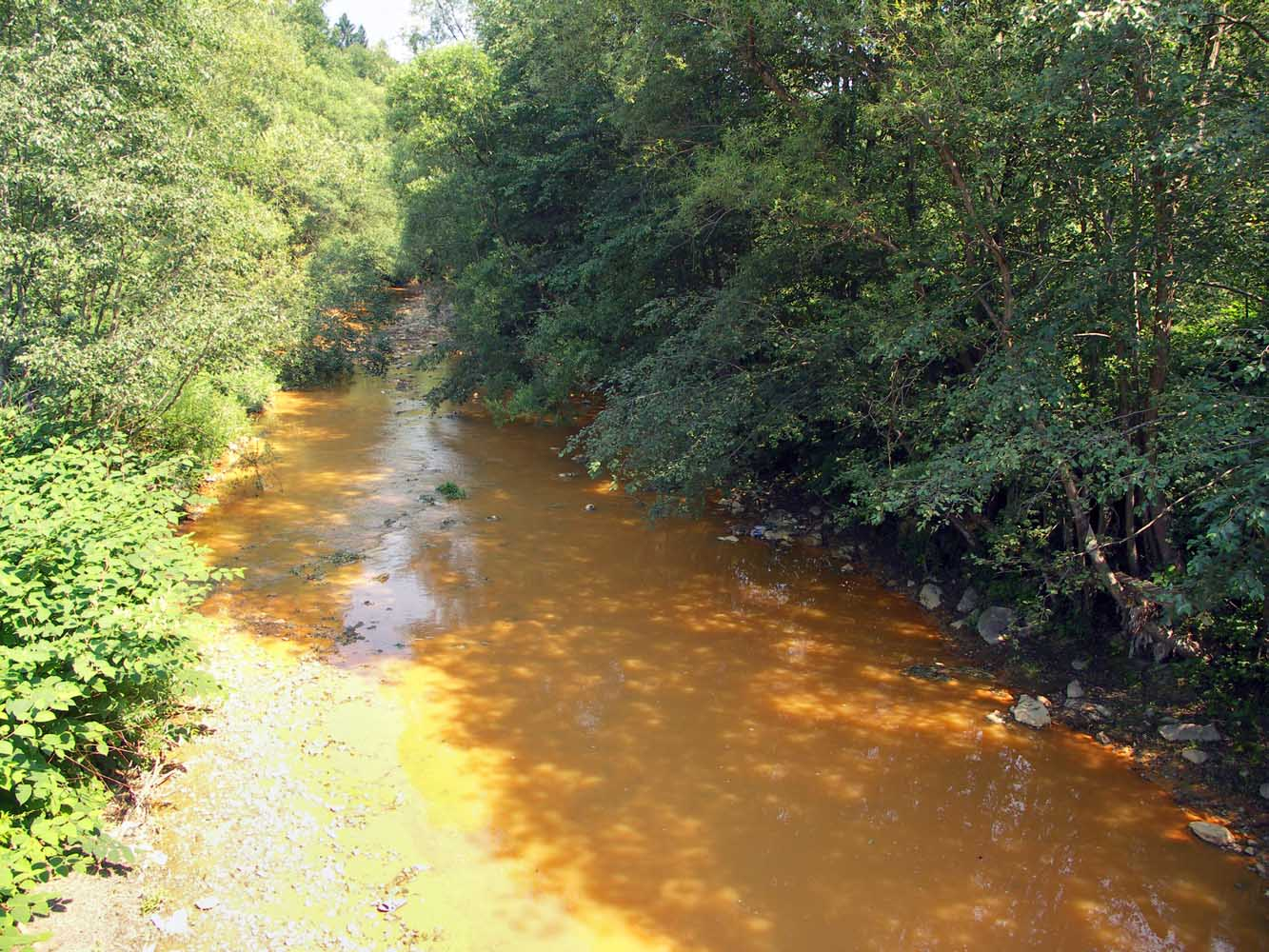